# سعیدآباد (نطنز)
سعیدآباد (نطنز)، روستایی از توابع بخش مرکزی شهرستان نطنز در استان اصفهان ایران است.

## جمعیت
این روستا در دهستان طرق رود قرار دارد و براساس سرشماری مرکز آمار ایران در سال ۱۳۸۵، جمعیت آن زیر سه خانوار بوده‌است.